# فاضل بن يعيش
محمد فاضل بنيعيش (7 يوليو 1962، تازة، المغرب)، هو من كبار أعضاء مجلس الوزراء الملكي للملك محمد السادس، مكلفاً بالعلاقات مع إسبانيا. وقد درس في المدرسة المولوية بالرباط. كان سفيرا للمغرب لدى إسبانيا، خلفاً لسويلم ولد أحمد.

## حياته
وُلد بن يعيش بمدينة تازة بتاريخ 7 يوليو 1962، وقد درس في المدرسة المولوية بالرباط وتخرج منها، بعدها حاز على شهادة الدراسات العليا في العلوم السياسية إضافة إلى شهادة الدراسات العليا في القانون الإداري من كلية العلوم القانونية والاقتصادية والاجتماعية بجامعة محمد الخامس في الرباط، وشهادة الدراسات الإستراتيجية من الكلية ذاتها. وهو متزوج وله ابنين. وقد تقلد عدة مسؤوليات خلال مساره فقد كُلِّف بمهمة بديوان وزير الداخلية سنة 1986، ومدير التعاون الدولي بنفس الوزارة عام 1996، ثم مكلفاً بمهمة بالديوان الملكي.
وفاضل بن يعيش هو من الأصدقاء المقربين للملك محمد السادس حيث لا يفارقه عادة، وقد درس معه الحقوق، وكان ناقلاً لأخبار الإسبان للملك أثناء الأزمات بما في ذلك أزمة جزيرة ثورة. وأم فاضل بن يعيش إسبانية من غرناطة أما والده فهو الدكتور بنعيش الذي توفي مقتولاً في الانقلاب العسكري الفاشل سنة 1971 حيث كان هذا الأخير طبيباً خاصاً بالملك الحسن الثاني، كما له شقيقة هي كريمة بن يعيش وهي سفيرة للمغرب بالبرتغال. ويُعد بن يعيش السفير الملكي لأنه من اختيار الملك مباشرة ويُعتبر من ضمن دائرته الضيقة مثل فؤاد عالي الهمة ومنير الماجيدي ومحمد ياسين المنصوري. ويملك بن يعيش عضوية في عدد من الجمعيات الثقافية والرياضية، من بينها مؤسسة الثقافات الثلاث، ونادي الصداقة المغربية الإسبانية.